# Joris Peusens
Joris Peusens (né le 24 avril 1979 à Genk en Belgique) est un joueur belge de hockey sur glace.

## Carrière de joueur
Il commence sa carrière en 1994 avec le Smoke Eaters Geleen dans la Eredivisie ijshockey.

## Statistiques

### En club
| Saison    | Équipe              | Ligue                |    | Saison régulière | Saison régulière | Saison régulière | Saison régulière | Saison régulière |   | Séries éliminatoires | Séries éliminatoires | Séries éliminatoires | Séries éliminatoires | Séries éliminatoires |
| Saison    | Équipe              | Ligue                | PJ | B                | A                | Pts              | Pun              | PJ               | B | A                    | Pts                  | Pun                  |                      |                      |
| 1994-1995 | Smoke Eaters Geleen | Eredivisie ijshockey | 1  | 1                | 0                | 1                | 2                | -                | - | -                    | -                    | -                    |                      |                      |
| 1995-1996 | Smoke Eaters Geleen | Eredivisie ijshockey | 19 | 2                | 6                | 8                | 14               | 5                | 0 | 2                    | 2                    | 0                    |                      |                      |
| 1996-1997 | Smoke Eaters Geleen | Eredivisie ijshockey | 18 | 1                | 0                | 1                | 34               | 4                | 0 | 1                    | 1                    | 2                    |                      |                      |
| 1997-1998 | Phantoms Deurne     | Eredivisie ijshockey | 22 | 9                | 4                | 13               | 49               | -                | - | -                    | -                    | -                    |                      |                      |
| 1998-1999 | Phantoms Deurne     | Eredivisie ijshockey | 16 | 4                | 2                | 6                | 37               | -                | - | -                    | -                    | -                    |                      |                      |
| 1999-2000 | Smoke Eaters Geleen | Eredivisie ijshockey | 7  | 3                | 3                | 6                | 16               | -                | - | -                    | -                    | -                    |                      |                      |
| 2000-2001 | Smoke Eaters Geleen | Eredivisie ijshockey | 21 | 1                | 6                | 7                | 18               | 5                | 0 | 0                    | 0                    | 6                    |                      |                      |
| 2001-2002 | Smoke Eaters Geleen | Eredivisie ijshockey | 22 | 2                | 0                | 2                | 22               | 3                | 0 | 0                    | 0                    | 4                    |                      |                      |
| 2002-2003 | Smoke Eaters Geleen | Eredivisie ijshockey | 39 | 9                | 4                | 13               | 77               | -                | - | -                    | -                    | -                    |                      |                      |
| 2003-2004 | Smoke Eaters Geleen | Eredivisie ijshockey | 29 | 9                | 15               | 24               | 28               | 3                | 0 | 1                    | 1                    | 27                   |                      |                      |
| 2004-2005 | Chiefs Leuven       | Belgique             | 13 | 9                | 5                | 14               | 28               | -                | - | -                    | -                    | -                    |                      |                      |
| 2005-2006 | Chiefs Leuven       | Belgique             | 12 | 4                | 5                | 9                | 18               | 6                | 3 | 0                    | 3                    | 10                   |                      |                      |
| 2006-2007 | Chiefs Leuven       | Belgique             | -  | -                | -                | -                | -                | 8                | 6 | 1                    | 7                    | 24                   |                      |                      |
| 2007-2008 | Chiefs Leuven       | Belgique             | -  | -                | -                | -                | -                | -                | - | -                    | -                    | -                    |                      |                      |
| 2008-2009 | Chiefs Leuven       | Belgique             | -  | -                | -                | -                | -                | -                | - | -                    | -                    | -                    |                      |                      |
| 2009-2010 | Chiefs Leuven       | Belgique             | 16 | 6                | 11               | 17               | 44               | -                | - | -                    | -                    | -                    |                      |                      |
| 2010-2011 | Chiefs Leuven       | Belgique             | 14 | 15               | 21               | 36               | 45               | -                | - | -                    | -                    | -                    |                      |                      |
| 2011-2012 | Chiefs Leuven       | Eredivisie ijshockey | 22 | 4                | 11               | 15               | 34               | -                | - | -                    | -                    | -                    |                      |                      |
| 2013-2014 | Chiefs Leuven       | Belgique             | 2  | 2                | 2                | 4                | 2                | -                | - | -                    | -                    | -                    |                      |                      |
| 2014-2015 | Chiefs Leuven       | Belgique             | 8  | 2                | 12               | 14               | 25               | -                | - | -                    | -                    | -                    |                      |                      |
| 2017-2018 | Sharks Mechelen     | Division 1           | 15 | 21               | 37               | 58               | 24               | -                | - | -                    | -                    | -                    |                      |                      |

### En équipe nationale
| Année | Événement            |   | PJ | B | A | Pts | Pun                                   |  | Résultat |
| 1995  | Championnat du monde | 6 | 0  | 1 | 1 | 0   | 5e place du Groupe C2                 |  |          |
| 1996  | Championnat du monde | 5 | 1  | 0 | 1 | 2   | 4e place du Groupe D                  |  |          |
| 1997  | Championnat du monde | 5 | 2  | 1 | 3 | 4   | 8e place du Groupe D                  |  |          |
| 1998  | Championnat du monde | 5 | 5  | 2 | 7 | 8   | 4e place du Groupe D                  |  |          |
| 1999  | Championnat du monde | 4 | 2  | 7 | 9 | 6   | 4e place du Groupe D                  |  |          |
| 2000  | Championnat du monde | 4 | 2  | 2 | 4 | 0   | 2e place du Groupe D                  |  |          |
| 2001  | Championnat du monde | 5 | 0  | 0 | 0 | 2   | 5e place de la Division II, Groupe    |  |          |
| 2002  | Championnat du monde | 5 | 4  | 4 | 8 | 18  | 2e place de la Division II, Groupe A  |  |          |
| 2003  | Championnat du monde | 5 | 5  | 0 | 5 | 6   | 1re place de la Division II, Groupe A |  |          |
| 2004  | Championnat du monde | 5 | 0  | 1 | 1 | 4   | 6e place de la Division I, Groupe A   |  |          |
| 2005  | Championnat du monde | 5 | 1  | 0 | 1 | 18  | 4e place de la Division II, Groupe B  |  |          |
| 2006  | Championnat du monde | 5 | 2  | 2 | 4 | 4   | 3e place de la Division II, Groupe A  |  |          |
| 2007  | Championnat du monde | 5 | 1  | 1 | 2 | 4   | 2e place de la Division II, Groupe A  |  |          |
| 2008  | Championnat du monde | 5 | 0  | 5 | 5 | 6   | 2e place de la Division II, Groupe A  |  |          |
| 2009  | Championnat du monde | 5 | 2  | 2 | 4 | 8   | 2e place de la Division II, Groupe B  |  |          |
| 2010  | Championnat du monde | 5 | 1  | 6 | 7 | 8   | 3e place de la Division II, Groupe A  |  |          |
| 2011  | Championnat du monde | 4 | 0  | 0 | 0 | 2   | 4e place de la Division II, Groupe A  |  |          |